# Lucio Gutiérrez

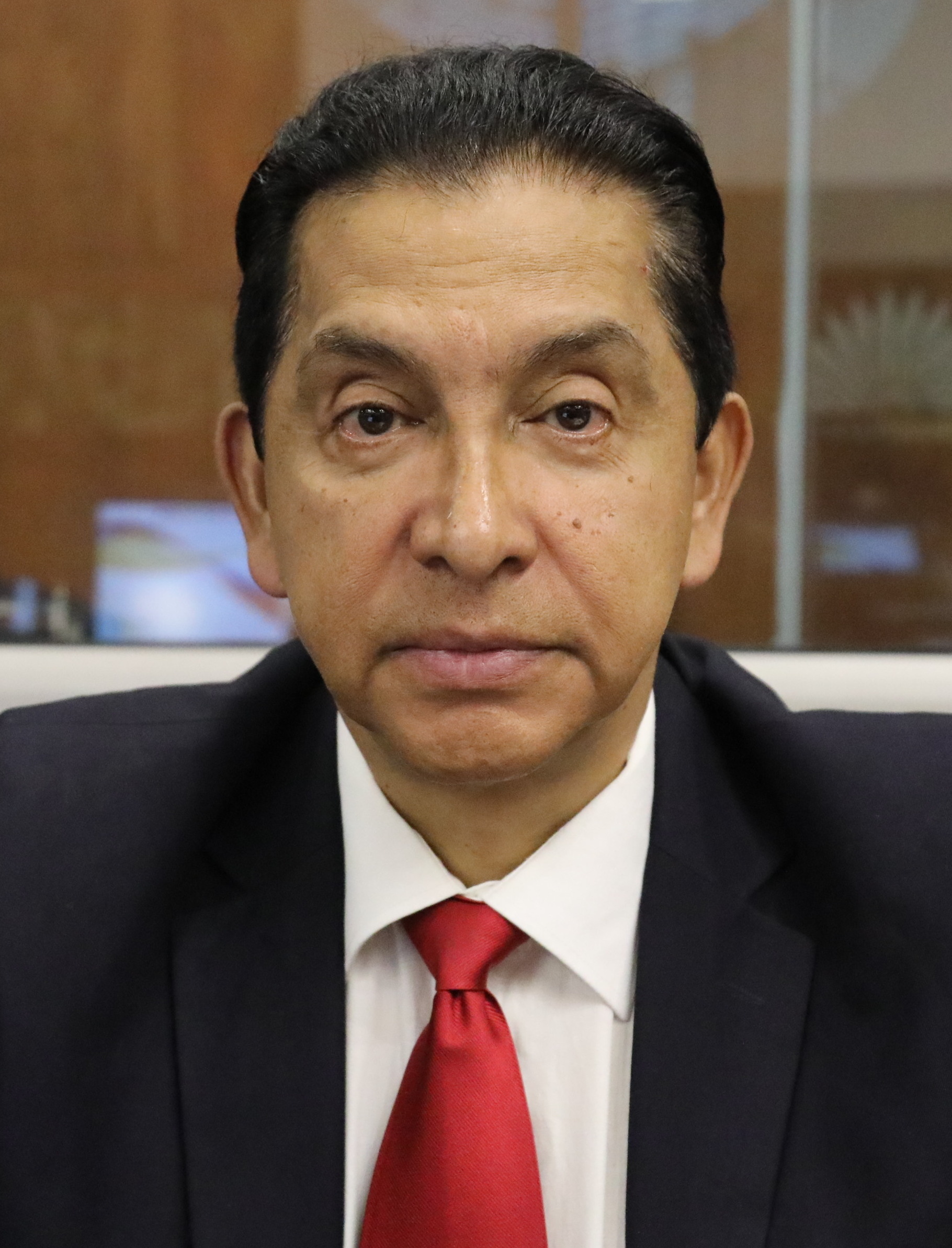
Lucio Gutiérrez (2023)

Lucio Edwin Gutiérrez Borbúa [ˈlusi̯o ˈɛdwin guˈti̯ɛrɛs borˈbua] (* 23. März 1957 in Quito) ist ein ecuadorianischer Ex-Militär und Politiker. Er war vom 15. Januar 2003 bis zu seiner Absetzung in einer Sondersitzung des Nationalkongresses am 20. April 2005 Präsident von Ecuador. Er ist führender Kopf der 2001 von ihm gegründeten Partei Partido Sociedad Patriótica.

## Leben

### Herkunft und militärischer Werdegang
Lucio Gutiérrez ist Sohn eines Landwirts und einer Krankenschwester und wuchs in Tena in der Provinz Napo im Amazonastiefland auf. Er durchlief eine klassische Militärlaufbahn von der Oberschule bis zum Offizier der Kavallerie. Er verfügt über Universitätsabschlüsse als Bauingenieur (1982) und in Verwaltung und Militärwissenschaften (1995), jeweils von der Escuela Politécnica del Ejército, der Polytechnischen Hochschule der Streitkräfte Ecuadors, sowie als Sportlehrer von Sporthochschule des Heeres in Rio de Janeiro (1996). Er besuchte weiterführende Kurse in internationalen Beziehungen und Verteidigungsstrategie am Inter-American Defense College in Washington, D.C. An der Escuela Politécnica del Ejército war er auch als Dozent tätig, u. a. für Geopolitik und Analytische Geometrie. Er ist mit Ximena Bohórquez verheiratet und hat zwei Töchter.
Seinen ersten intensiven Kontakt mit der Politik hatte Gutiérrez 1997, als er mit dem Amt des so genannten édecan, eines Präsidentenberaters für das Heer, unter Präsident Abdalá Bucaram betraut wurde. Nach dessen Sturz behielt Gutiérrez das Amt auch unter Bucarams Nachfolger Fabián Alarcón Rivera bis zum planmäßigen Ende von dessen Präsidentschaft im August 1998. Danach wurde Gutiérrez Kommandant einer Kavallerieeinheit in Cuenca.

### Staatsstreich vom 21. Januar 2000
Im November 1999 stieg Gutiérrez zum Oberst (coronel) auf, bei dem offiziellen Akt zu diesem Anlass verweigerte er Staatspräsident Jamil Mahuad den Händedruck. Aus diesem Verstoß gegen das Protokoll wurde im Januar 2000 offener Gegensatz, als Gutiérrez sich nach einem Putsch zu einem der drei Mitglieder einer „Nationaljunta zur Rettung Ecuadors“ küren ließ, die die Regierungsgeschäfte übernehmen wollte. Mahuad hatte zuvor durch verschiedene wirtschaftspolitische Maßnahmen, insbesondere die Ankündigung der Dollarisierung des Landes, weite Teile insbesondere der sozial schwachen Bevölkerung gegen sich aufgebracht. Es kam zu Demonstrationen und Aufständen. Gutiérrez stellte sich gemeinsam mit anderen Obristen gegen den Präsidenten und verbündete sich mit der Indianerorganisation CONAIE. Am 21. Januar 2000 stürmten Demonstranten, unterstützt von Heeresangehörigen unteren und mittleren Ranges den Nationalkongress, den Obersten Gerichtshof und den Staatlichen Rechnungshof und erklärten die Absetzung der bestehenden Regierung. Gutiérrez, der Conaie-Präsident Antonio Vargas (später unter Gutiérrez Minister für Soziale Wohlfahrt) und der ehemalige Präsident des Obersten Gerichtshofes Carlos Solórzano übernahmen als Triumvirat die Regierungsgewalt. Wenige Stunden später wurde die Nationaljunta durch einen Regierungsrat ersetzt, dem Gutiérrez nicht mehr angehörte. Am 22. Januar ernannte der Nationalkongress den bisherigen Vizepräsidenten Gustavo Noboa Bejarano zum neuen Staatsoberhaupt.
Gutiérrez und weitere Obristen verbrachten gut vier Monate im Gefängnis, bevor sie von Präsident Noboa amnestiert wurden.

### Präsidentschaftswahlen 2002
Im Juni 2000 bat Gutiérrez darum, seine militärischen Ämter ruhen lassen zu dürfen, und ging in die Politik. Er gründete die Partei Patriotische Gesellschaft 21. Januar (PSP) und verschrieb sich dem Populismus. Daneben vertrat er – wie der venezolanische Präsident Hugo Chávez – bolivarianische Ideen einer kontinentalen Einheit Südamerikas. Er schloss ein Wahlbündnis mit dem politischen Arm der Conaie, der Plurikulturalen Bewegung Pachakutik-Neues Land, und mit der marxistischen Demokratischen Volksbewegung (MPD). Zugleich präsentierte er sich als Patriot und Christ. Im Wahlkampf trat er als Kandidat der Erneuerung und der „linken Mitte“ nach dem Vorbild des brasilianischen Präsidenten Lula auf.
Er gewann am 24. November 2002 im zweiten Wahlgang mit 54,3 % der Stimmen gegen den populistischen Unternehmer Álvaro Noboa und wurde am 15. Januar 2003 als Präsident vereidigt.

### Präsidentschaft

#### Wechselnde Mehrheiten und Regierungsumbildungen
Trotz seines dominierenden Wahlkampfthemas, die Korruption und die Armut bekämpfen zu wollen, begann Gutiérrez seine Amtszeit mit Sparmaßnahmen. Seine liberal-konservative Wirtschaftspolitik (u. a. reduzierte er seine Opposition zur Free Trade Area of the Americas deutlich und praktizierte eine Politik der planmäßigen Bedienung der Auslandsschulden) brachte ihn bald in Gegensatz zu Marxisten und zur Indianerbewegung, so dass er bereits im August nach dem Ausscheiden der Pachakutik-Minister eine Regierungsumbildung vornehmen musste. Seine Regierungsfähigkeit versuchte er durch Annäherung an andere Parteien zu sichern. Zunächst schien die eher rechte Sozial-Christlichen Partei (PSC) um Expräsident León Febres-Cordero Gutiérrez stützen zu wollen. Im Verlaufe des Jahres 2004 intensivierten sich die Kontakte der Regierung zur populistischen Roldosistischen Partei Ecuadors (PRE) um den exilierten Ex-Präsidenten Abdalá Bucaram und zur PRIAN von Gutiérrez' ehemaligem Gegenkandidaten Álvaro Noboa. Gutiérrez' eigene Partei, die PSP, verfügte während der Legislaturperiode 2003–2007 lediglich über durchschnittlich 6 der 100 Sitze im Nationalkongress.
Nach zwei Jahren Regierungszeit waren Anfang 2005 von den fünfzehn Ministern der ursprünglichen Regierung Gutiérrez nur noch Handelsministerin Ivonne Juez de Baki (eine ursprüngliche unabhängige Gegenkandidatin von Gutiérrez, die im ersten Wahlgang der Präsidentschaftswahlen 2002 1,7 % der Stimmen erhalten hatte) und Verteidigungsminister General Nelson Herrera sowie Vizepräsident Alfredo Palacio im Amt. Der im März 2005 vereidigte Innenminister Óscar Ayerve war bereits der achte Inhaber dieses Amtes in der Regierung Gutiérrez.

#### Auflösung und Neubesetzung des Obersten Gerichtshofs
Im Dezember 2004 votierten PSP, PRE und PRIAN im Nationalkongress für die Neubesetzung von 27 der 31 Richterposten im Obersten Gerichtshof. Dies bedeutete de facto die Auflösung des höchsten nationalen Gerichts, obwohl nach der geltenden Verfassung Ecuadors die Judikative Autonomie genießt und Eingriffe des Nationalkongresses in das Gerichtswesen (wie die Absetzung oder Nominierung von Richtern) nicht gestattet sind.
Die Neubesetzung des Obersten Gerichtshofs mit PRE, PRIAN und PSP nahestehenden Richtern wird daher international wie in der öffentlichen Meinung Ecuadors als verfassungswidrige Handlung des Kongresses angesehen.
Als Hintergrund wurde einerseits ein gescheitertes Amtsenthebungsverfahren gegen den Präsidenten im Kongress gesehen, bei dem sich der Oberste Gerichtshof auf die Seite der Präsidentengegner gestellt hatte, und andererseits Vorbereitungen zur Rückkehr des in Panama exilierten Ex-Präsidenten und PRE-Führers Bucaram nach Ecuador gesehen, gegen den diverse Anklagen wegen Korruption und Veruntreuung während seiner Amtszeit anhängig waren.
Nachdem der neue De-facto-Präsident des Obersten Gerichtshofs, Guillermo Castro, die Verfahren gegen die Ex-Präsidenten Bucaram und Noboa für annulliert erklärt hatte, kehrte Bucaram am 2. April 2005 nach Guayaquil zurück. Gutiérrez Amtsvorgänger Gustavo Noboa, der sich wegen eines gegen ihn anhängigen Verfahrens wegen Unregelmäßigkeiten bei der Neuverhandlung der Auslandsschulden Ecuadors mit dem Internationalen Währungsfonds in freiwilligem Exil in der Dominikanischen Republik befand, reiste am 3. April nach Ecuador.

#### Ausnahmezustand und erneute Auflösung
Währenddessen formierte sich das politische Gefüge im Kongress neu, um die Absetzung des neuen Obersten Gerichtshofs zu betreiben. Man gelangte aber zunächst zu keinen gesicherten Mehrheiten. Die Regierungen der Provinzen Azuay, Chimborazo und Pichincha riefen für den 13. April die Bevölkerung zu einem Streik gegen die Regierung (paro) auf, um die Regierung zur Absetzung des neuen Obersten Gerichtshofs zu bringen. Auch in Guayaquil wurde diese Möglichkeit diskutiert.
Die Bevölkerung folgte dem Aufruf jedoch nicht im gewünschten Maße. Im Süden und im Zentrum Quitos aber kam es seit dem 13. April zu langandauernden Protesten (Cacerolazos). Die Proteste, die im Laufe der Tage zunahmen, erhielten bzw. übernahmen in Anlehnung an eine abfällige Bemerkung des Präsidenten über die Demonstranten die Bezeichnung Rebelión de los forajidos (span. für Aufstand der Straßenräuber). Die Proteste wurden unter anderem durch den Bürgermeister von Quito, Paco Moncayo, den Präfekten der Provinz Pichincha, Ramiro González, und anderen Amtsträgern aus Politik und Wirtschaft unterstützt.
Als Reaktion auf die Proteste und die sich zuspitzende politische Krise erklärte Gutiérrez am Abend des 15. April 2005 in einer Fernsehansprache den Obersten Gerichtshof für aufgelöst und rief den Notstand für Quito aus.
Hohe Vertreter des Gerichtswesens erklärten, weder die Absetzung des neuen Gerichtshofes noch die Ausrufung des Notstandes seien durch die Verfassung gedeckt, da die Proteste in Quito friedlich verliefen. Nach 19 Stunden wurde am Nachmittag des 16. April der Notstand wieder aufgehoben, die Absetzung des Obersten Gerichtshofs blieb bestehen. Sie wurde in der Nacht zum 17. April vom Kongress mit Einstimmigkeit der anwesenden 89 Abgeordneten bestätigt. Die Verfassungsmäßigkeit der sonntäglichen Sondersitzung wurde wiederum angezweifelt.

#### Absetzung
Am Abend des 19. April kam es zu Zusammenstößen zwischen Demonstranten und nationalen Sicherheitskräften, bei denen durch den Einsatz von Tränengas ein chilenischer Fotojournalist an Herzversagen starb. Die Auseinandersetzungen setzten sich am 20. April fort. Unter anderem wurde das Ministerium für Soziale Wohlfahrt in Brand gesteckt. Der Vizeminister für Soziale Wohlfahrt, Bolívar González (PRE), wurde beschuldigt, Demonstrationen evangelischer Indianerverbände, in denen Minister Antonio Vargas eine führende Stellung einnimmt, für den Präsidenten organisiert und bezahlt zu haben. Das Gebäude des Nationalkongresses wurde von demonstrierenden Studenten gestürmt.
Nachdem Kongresspräsident Omar Quintana, einer der politischen Führer der Bucaram-Partei PRE, verweigert hatte, die Neubesetzung des Obersten Gerichtshofs in die Tagesordnung der Kongresssitzung des 20. April aufzunehmen, konstituierte eine Mehrheit der Abgeordneten, insbesondere der Oppositionsparteien PSC, Pachakutik und Demokratische Linke (span. Izquierda Democrática) den Kongress im Gebäude des Centro Internacional de Estudios Superiores de Comunicación para América Latina (CIESPAL) neu. Unter Leitung der in der außerordentlichen Sitzung neu gewählten ersten Vizepräsidentin des Kongresses, Cynthia Viteri (PSC), setzte der „Oppositionskongress“ zuerst Kongresspräsident Quintana und kurz darauf Präsident Gutiérrez mit einer Mehrheit von 58 bzw. 60 Stimmen ab. Formal stützten sie sich dabei auf die verfassungsmäßige Möglichkeit, einen Präsidenten, der die Amtsgeschäfte nicht mehr vollständig wahrnehme, durch den Kongress wegen „Preisgabe des Amtes“ (span. abandono de cargo) abzusetzen. Ein erneutes aufwändiges Amtsenthebungsverfahren konnte so umgangen werden.
Kurz danach erklärte der Oberbefehlshaber der nationalen Streitkräfte, die Armee habe dem Präsidenten die Unterstützung entzogen; der nationale Polizeichef war bereits am Morgen zurückgetreten. Der im Präsidentenpalast verbarrikadierte Gutiérrez versicherte zunächst, er werde im Amt bleiben, verließ aber kurz darauf seinen Amtssitz per Hubschrauber. Offenbar verhinderten Demonstranten auf dem Rollfeld des Flughafens von Quito, dass ein Flugzeug, das den Präsidenten außer Landes bringen sollte, starten konnte.
Der „Oppositionskongress“ bestimmte derweil den bisherigen Vizepräsidenten Alfredo Palacio zum neuen Präsidenten. Dieser wurde von Cynthia Viteri vereidigt und erklärte in einer Ansprache, er werde die Verfassungsbrüche der vergangenen Monate verfolgen lassen. Das Sitzungsgebäude wurde von Hunderten von Demonstranten belagert, die den Rücktritt des gesamten Nationalkongresses forderten. Einige Demonstranten drangen in das Gebäude ein, wo es zu Schlägereien mit einzelnen Abgeordneten kam. Palacio konnte zunächst das Gebäude nicht verlassen, wurde dann aber von Sicherheitskräften in das Verteidigungsministerium geleitet, wo er eine Pressekonferenz gab. Er lehnte vorgezogene Neuwahlen ab, kündigte aber an, eine Versammlung einzuberufen, die die Verfassung von 1998 überarbeiten solle.
Die Staatsanwaltschaft von Ecuador verhängte noch am selben Abend einen Haftbefehl gegen Gutiérrez, da das auf seinen Befehl zurückgehende Vorgehen von Polizei und Armee gegen die Demonstranten bis zu vier Todesopfer gefordert haben soll. Auch gegen Bolívar González und Abdalá Bucaram wurden Haftbefehle ausgestellt.

### Exil und Rückkehr
Gutiérrez bat in der brasilianischen Botschaft in Quito um „diplomatisches Asyl“, das ihm von Staatspräsident Lula da Silva gewährt wurde. Am Morgen des 24. April 2005 wurde er mit einem Flugzeug der brasilianischen Streitkräfte vom Flughafen Latacunga nach Brasília ausgeflogen. Am 7. Juni flog er aus Brasilien nach Miami. In den USA betrieb er eine Presse- und Fernsehkampagne, um auf die – aus seiner Sicht – Unrechtmäßigkeit seiner Absetzung und der neuen Regierung aufmerksam zu machen. Im Juli 2005 zog er nach Peru um, wo er sich in einem Hotel in Tumbes niederließ. Ende September reiste Gutiérrez nach Bogotá, wo er nach Medienberichten politisches Asyl beantragt haben soll, was Gutiérrez' Anwälte jedoch dementierten.
Am 13. Oktober 2005 kehrte Lucio Gutiérrez aus dem Exil nach Ecuador zurück. Er wurde bei seiner Ankunft auf dem Flughafen von Manta umgehend wegen Meuterei verhaftet und in das Strafgefängnis García Moreno in Quito gebracht. Am 3. Januar 2006 wurde Gutiérrez in die komfortablere Haftanstalt Cárcel 4 verlegt. Sein kurz vor der Rückkehr veröffentlichtes Buch über die Vorgänge, die zu seinem Sturz führten, El Golpe, war im Oktober 2005 das meistverkaufte Buch aus ecuadorianischer Produktion.
Am 3. März 2006 wies der inzwischen auf transparente Weise neu besetzte Oberster Gerichtshof die Klage wegen Meuterei gegen Gutiérrez aus Mangel an Beweisen ab und ordnete an, seine Untersuchungshaft zu beenden. Nach seiner Freilassung äußerte der Ex-Präsident, er wolle das Verfassungsgericht anrufen, um wieder in sein Amt eingesetzt zu werden, was jedoch bisher nicht geschehen ist. Er wurde von seiner Partei ursprünglich als Präsidentschaftskandidat für die Wahl am 15. Oktober 2006 nominiert, jedoch verweigerte das Oberste Wahlorgan Ecuadors am 22. Juli 2006 seine Einschreibung in die Kandidatenliste. Die ecuadorianische Verfassung schließt die direkte Wiederwahl des Präsidenten aus. An seiner Stelle kandidierte sein Bruder Gilmar, der zur allgemeinen Überraschung mit 17,5 % der Stimmen im ersten Wahlgang den dritten Platz belegte. Wahlabsichtsumfragen hatten ihm deutlich weniger als 10 % vorausgesagt. Gutiérrez erhielt vor allem in ländlichen und abgelegenen Gebieten, die von Umfragen nicht erfasst werden, hohe Stimmenanteile. So belegte er in allen Provinzen des Amazonasbeckens mit zum Teil mehr als 50 % der Stimmen den ersten Platz. In die Stichwahl am 26. November zog er dennoch nicht ein.
Lucio Gutiérrez erlangte am 13. Mai 2008 sein passives Wahlrecht zurück und trat bei den Präsidentschaftswahlen am 26. April 2009 erneut an. Er erhielt mit 28,2 % der Stimmen im ersten Wahlgang einen höheren Stimmenanteil als 2002, unterlag aber dem amtierenden Präsidenten Correa, der mit mehr als 52 % der Stimmen direkt wiedergewählt wurde. Seine Partei PSP bildete die zweitstärkste Fraktion in der neuen Nationalversammlung.